# Päivi Salo
Päivi Salo   (Orimattila, 31 de gener de 1974) és una jugadora d'hoquei sobre gel finlandesa, ja retirada, que va competir entre el 1994 i el 2002. Jugava de defensa.
El 1998 va prendre part en els Jocs Olímpics d'Hivern de Nagano, on guanyà la medalla de bronze en la competició d'hoquei sobre gel. Quatre anys més tard, als Jocs de Salt Lake City, fou quarta en la mateixa competició.
En el seu palmarès també destaca una medalla de bronze al Campionat del món. Amb la selecció finlandesa jugà un total de 73 partits. A nivell de clubs jugà sempre a l'Oulun Kärpät.